# Francisco Lorenzo Aparicio
Francisco Lorenzo Aparicio (Madrid, 22 de marzo de 1960) es un deportista español que compitió en judo, en la categoría de –65 kg.
Participó en los Juegos Olímpicos de Barcelona 1992, obteniendo un diploma de quinto lugar. Ganó una medalla de bronce en el Campeonato Europeo de Judo de 1992.

## Palmarés internacional
| Campeonato Europeo | Campeonato Europeo | Campeonato Europeo | Campeonato Europeo |
| Año                | Lugar              | Medalla            | Categoría          |
| ------------------ | ------------------ | ------------------ | ------------------ |
| 1992               | París (Francia)    | Medalla de bronce  | –65 kg             |